# Arvid Wallgren
Arvid Johan Wallgren, född 5 oktober 1889 i Norra Råda socken, död 21 augusti 1973, var en svensk barnläkare och professor i pediatrik vid Karolinska institutet och en av Sveriges ledande läkare i arbetet mot barntuberkulos. Dels introducerade han Calmettevaccination (BCG-vaccination) i Sverige i större skala för att sedan börja avveckla den, då målet med begränsning av smittspridningen uppnåtts.

## Biografi
Wallgren studerade vid Uppsala universitet och blev där medicine kandidat 1911, medicine licentiat 1914 och medicine doktor 1918. Efter tjänstgöringar som läkare bland annat på Vattholma sanatorium utnämndes han 1922 till överläkare vid Göteborgs barnsjukhus medicinska avdelning.

### Tuberkulosbekämpning
Genomgående för Wallgrens många vetenskapliga och sjukvårdsmässiga intressen var kampen mot tuberkulosen. År 1924 besökte Wallgren flera pediatriska centra i Europa för att undersöka hur man skulle kunna förebygga tuberkulos hos späda barn. Han fann då att spädbarnen ofta negligerades eftersom man antog att de ändå skulle dö.
Wallgren blev mycket intresserad av Calmettes vaccin mot tuberkulos (BCG-vaccinet) men kritisk till metoden att ge vaccinet peroralt (genom munnen). När laboratorieläkaren Anders Wassén 1926 kom tillbaka från Paris med en BCG-kultur för att börja tillverkningen av vaccin, diskuterade han och Wallgren hur man skulle kunna pröva vaccinet. Wallgren valde då att ge vaccinet intrakutant precis under överhuden, en metod som så småningom skulle spridas över hela världen.
Redan 1927 började Wallgren vaccinera alla spädbarn i Göteborg där tuberkulossjuka familjemedlemmar ingick. Fram till andra världskriget var läkarkåren i allmänhet skeptisk mot BCG-vaccinationen men Nationalföreningen mot tuberkulos arrangerade 1942 ett möte om BCG-vaccinationen, där Wallgren var mycket aktiv och övertygade de flesta om att vaccinationen var ofarlig och till nytta, inte bara för spädbarn utan för alla som inte redan var smittade. Målet var att med utgångspunkt från spädbarn och ungdomar successivt få alla invånare i Sverige vaccinerade och år 1949 hade en miljon BCG-vaccinerats. Mot denna bakgrund slog det ner som en bomb när Wallgren 1955 ställde frågan om massvaccineringen borde avbrytas på grund av dels minskad förekomst av sjukdomen och därmed smittrisk och dels risken för biverkan i form av infektion med BCG-bakterier på injektionsstället. Successivt minskade BCG-vaccinationen men först 1975, två år efter Wallgrens död, upphörde massvaccinationen av spädbarn i Sverige.

### Professor och övriga uppdrag
Arvid Wallgren slutade i Göteborg 1942 då han utnämndes till professor i pediatrik vid Karolinska institutet och överläkare först på Norrtulls sjukhus och sedan Karolinska sjukhusets pediatriska klinik. Han pensionerades 1956. Som emeritus fortsatte han under många år sin stora arbetsinsats. I Sverige var han aktiv inom Nationalföreningen mot tuberkulos, där han under många år var ordförande i dess vetenskapliga nämnd och dess representant i Internationella tuberkulosunionen. Han var ledamot av styrelsen 1948–1970 och valdes efter sin avgång till hedersledamot. Wallgren var också styrelseledamot i bl.a. Rädda Barnen och Röda Korset och under många år tillhörde han Medicinalstyrelsens Medicinska råd. I 15 år var han huvudredaktör för den vetenskapliga tidskriften Acta Paediatrica. Wallgren var under två perioder Svenska Läkaresällskapets ordförande och blev dess hedersledamot 1958 i samband med 150-årsjubileet.
Wallgrens insatser på det internationella området var många. Om detta vittnar att han var hedersdoktor i Paris, Zürich, Alger, Cardiff, Santiago och Havanna. Efter flera kvalificerade konsultuppdrag för Världshälsoorganisationen (WHO) utsågs han till ordförande i dess nybildade Advisory Committee on Medical Research och upprätthöll denna post åren 1959–1963.